# Niedermarsberg

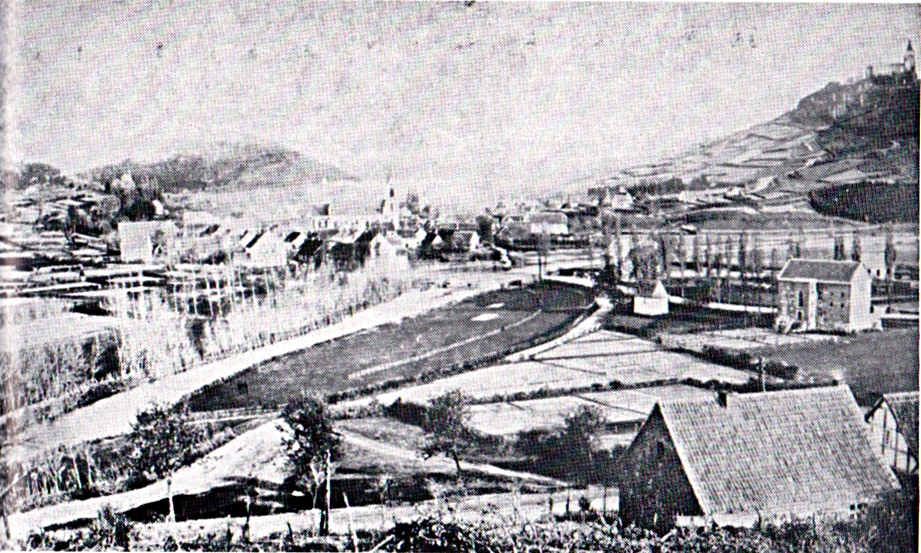
Ansicht aus der Zeit um 1880

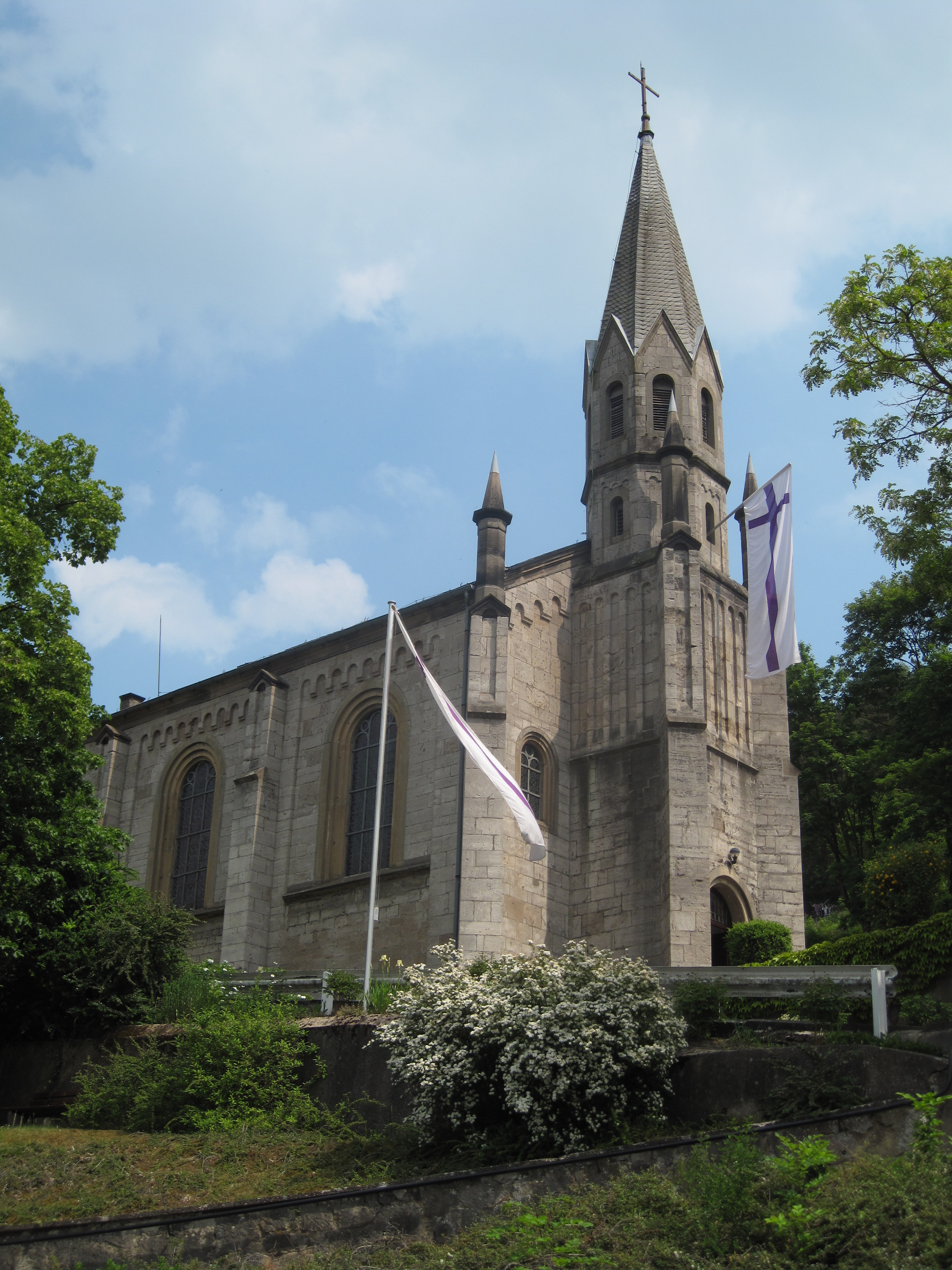
Emmauskirche

Niedermarsberg ist ein Ort, der heute zur Stadt Marsberg im nordöstlichsten Teil des Sauerlandes, Hochsauerlandkreis (Nordrhein-Westfalen, Deutschland) gehört.

## Geschichte
Niedermarsberg, ehemals Horhusen, entstand an der Kreuzung von zwei Fern- und Handelsstraßen zwischen Frankfurt am Main und Paderborn, sowie Kassel und Köln. Erstmals urkundlich erwähnt wurde es um 900 als Horohuson. Durch die Straße nach Paderborn war Horhusen mit dem Hellweg, einer der wichtigsten Handelsstraßen, verbunden. Horhusen gehörte ursprünglich zur Abtei Corvey. Verwaltet wurde der Ort anfangs durch das Adelsgeschlecht Horhusen, welches hier mit seiner Burg ansässig war.
Neben dem Handel wurde auch Bergbau zu einem zunehmend wichtigen Wirtschaftsfaktor. Ab dem 16. Jahrhundert wurden Stollen angelegt, die dem Abbau von Kupfererzen dienten.
Zu Beginn des 13. Jahrhunderts zog der Großteil der Einwohner auf den Berg, auf dem die Eresburg gestanden hatte, und errichtete dort die befestigte Stadt Obermarsberg, die lange Zeit größere Sicherheit als die Siedlung im Tal bot. In Niedermarsberg erwarben die Erzbischöfe von Köln die Herrschaft, das damit bis 1802 zum kölnischen Herzogtum Westfalen gehörte.
Erst als Obermarsberg im Dreißigjährigen Krieg fast vollständig zerstört wurde, zogen viele Menschen wieder vom Berg ins Tal. Obermarsberg wurde wieder aufgebaut, doch Niedermarsberg entwickelte sich zum wirtschaftlichen Zentrum.
Von 1802 bis 1816 gehörte der Ort zur Landgrafschaft Hessen-Darmstadt. 1816 erwarb Preußen zusammen mit dem Herzogtum Westfalen die Siedlung.

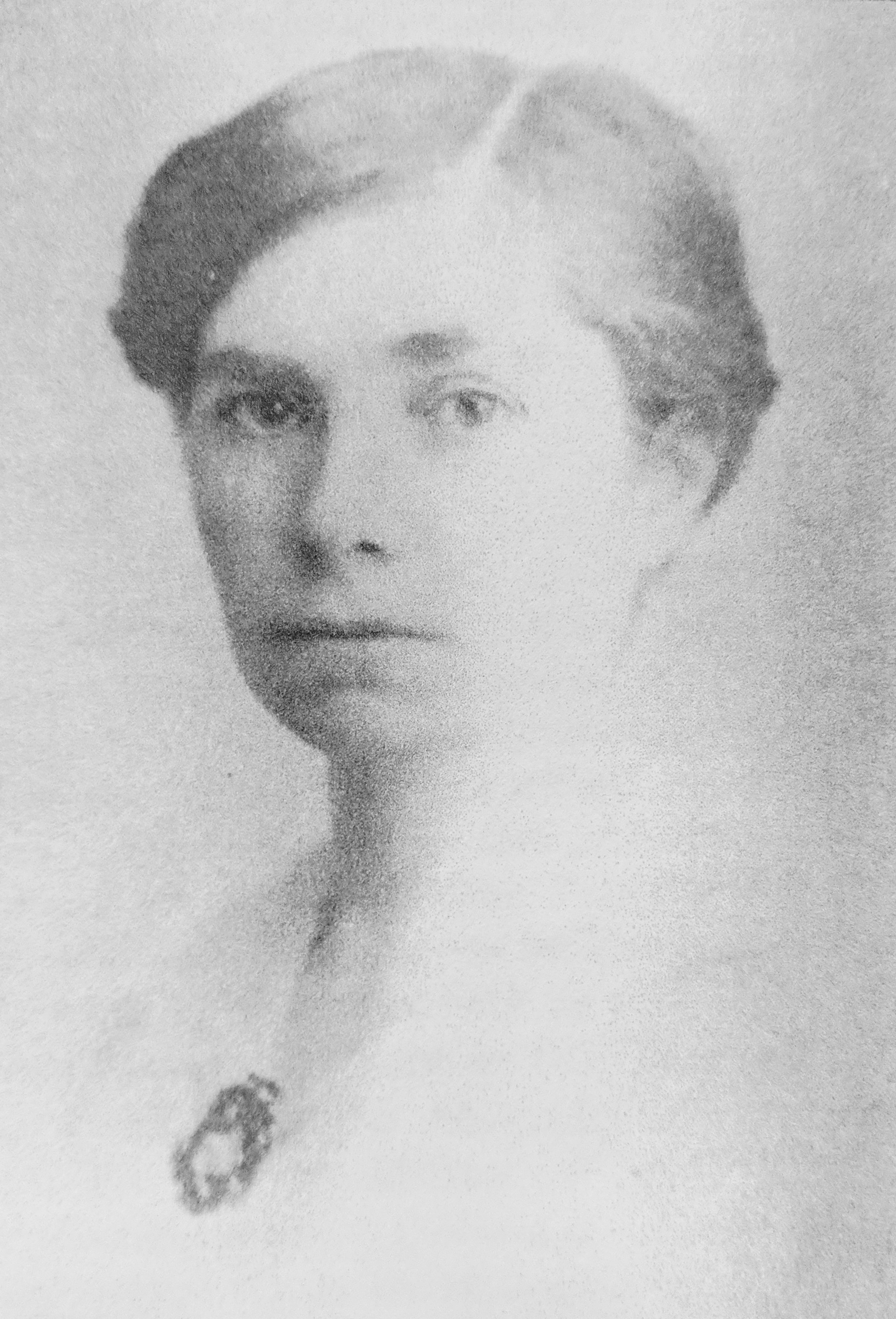
Rosa Buchthal, geb. Dalberg, um 1900

Niedermarsberg hatte eine am 17. Oktober 1856 eingeweihte Synagoge und eine tief im Gemeindeleben verankerte jüdische Gemeinde. In der Einwohnerstatistik von 1880 sind 3040 Einwohner registriert, davon 2698 Katholiken, 195 „Evangelische“ und 147 Juden. Es gab eine evangelische und „israelitische“ Schule am Ort. Eine angesehene jüdische Familie namens Dalberg bewohnte ein großes Haus in der Hauptstraße und handelte mit Stoffen. Aus der Familie ging die 1874 in Niedermarsberg aufgewachsene Rosa Buchthal hervor, die in den 1920er Jahren die erste weibliche Abgeordnete im Dortmunder Stadtparlament wurde.
Aufgrund der schlechten Wetterlage entging der Ort im März 1945 in letzter Minute einem schweren Luftangriff der USAAF.
Am 1. Januar 1975 wurde Niedermarsberg in die neue Stadt Marsberg eingegliedert.
Im Juli 2015 starb der Schützenkönig der St.-Magnus-Bruderschaft in Niedermarsberg beim traditionellen Anböllern des Schützenfestes. Bei zwei kleinen Böllerkanonen aus dem Jahr 1998 waren Teile der Verschlüsse der Kanonen abgerissen und hatten den Mann getroffen.

## Politik

### Wappen
| Wappen der ehemaligen Gemeinde Niedermarsberg | Blasonierung: In Gold von Silber und Blau zweireihig geschachtete Zwillings-Schrägbalken. Beschreibung: Grundlage für dieses Wappen ist das Siegelbild der adligen Familie von Horhusen aus dem Jahr 1325. Horhusen ist der alte Name der Siedlung, aus der sich Niedermarsberg entwickelte. Die amtliche Genehmigung erfolgte am 29. August 1936. |

## Bauwerke
In der Liste der Baudenkmäler in Marsberg sind für Niedermarsberg 30 Baudenkmale aufgeführt, darunter
- die denkmalgeschützte katholische Pfarrkirche St. Magnus
- das Waldhaus Emilie.
- Haus Tegethoff

## Söhne und Töchter des Ortes
- Ruprecht von Horhusen, († 1336) Fürstabt von Corvey
- Augustinus Philipp Baumann (1881–1953), Weihbischof in Paderborn
- Rosa Buchthal (1874–1958), erste Stadträtin Dortmunds
- Alexander Josef Freiherr von Elverfeldt (1929–2018), Land- und Forstwirt sowie Verbandsfunktionär und Autor.
- Hermann Köhler (* 1950), Leichtathlet und Olympiateilnehmer
- Heinz Peters (* 1951), Diplomat
- Peter Walter (* 1952), Politiker, Landrat des Kreises Offenbach in Hessen
- Graziella Drößler (1953–2023), Malerin
- Karl Peter Brendel (* 1955), ehemaliger Staatssekretär im nordrhein-westfälischen Innenministerium
- Peter Lohmeyer (* 1962), Schauspieler
- Markus Koch (* 1963), deutscher Footballspieler